# マタロー
マタロー（スペイン語: Mataró, カタルーニャ語: Mataró）は、スペイン・カタルーニャ州バルセロナ県にあるムニシピ（基礎自治体）。

## 歴史
古代ローマ時代にあったイルロ（IluroまたはIlluro）という村に起源を持つ。近年には紀元前1世紀のローマ浴場遺跡が発掘され、見学することができる。N-11海岸高速道は、かつてあったローマ街道と同じ場所を通る。
マタローは19世紀当時、市昇格に必要な人口を持っていなかったが、王国条例により都市と宣言された。
スペイン初の鉄道路線は、マタロー＝バルセロナ間で、1848年10月28日に開業した。事業を指揮したのはカタルーニャ人でマタロー出身のミゲル・ビアダであった。この路線はレンフェR1郊外線として、今もルスピタレート・ダ・リュブラガート＝マッサネース間を往復している。マタローは、自由道C-32でジローナと、自由道C-60でグラノリェースとつながっている。

## 農業
19世紀には伝統的なブドウは畑が害虫フィロキセラの大流行で全滅し（19世紀のフィロキセラ禍）、観光の成長と一帯の灌漑発展のためにわずかに一部が植え替えられた。ジャガイモは、ワイン用ブドウの代替用作物として最初にもちこまれ、特にロイヤル・キドニー種のジャガイモは1932年に保護品種とされた。その他にはレタスやマメが収穫され、ほとんどが輸出にまわされている。切り花の生産は、マレズマ郡の他自治体ほど重要ではない。1986年当時の自治体内の灌漑地は、農業用地10.57km2のうちの9.13km2を占めていた。

## 姉妹都市
- セエヒン（カタルーニャ語版）、スペイン
- コルシコ、イタリア
- クレテイユ、フランス
- デュルナウ、ドイツ

## 出身者
- ジュゼップ・プッチ・イ・カダファルク(1867-1956) - 建築家、政治家
- パコ・クロス(1960-) - 元サッカー選手、元スペイン代表。
- ナチョ・ビダル(1973-) - ポルノ男優
- セルヒオ・ロドリゲス・ガルシア(1984-) - サッカー選手
- カルロス・マルティネス(1986-) - サッカー選手
- セルヒオ・サンチェス・オルテガ(1986-) - サッカー選手
- マルタ・バック(1993-) - 水球選手
- カルレス・アレニャ(1998-) - サッカー選手
- ラミン・ヤマル(2007-) - サッカー選手、スペイン代表

## 参照
1. ↑  Source: Catalan Wikipedia. This Denominació d'Origen is not currently (2006) protected at European Union level (see list Archived 2007年1月17日, at the Wayback Machine.).